# Pomnik królowej Wiktorii w Valletcie
Pomnik królowej Wiktorii w Valletcie – monument usytuowany przed Biblioteką Narodową Malty na Republic Square w Valletcie na Malcie. Wyrzeźbiony został z marmuru przez sycylijskiego artystę Giuseppe Valentiego. Przedstawia siedzącą królową, mającą na sobie szal z koronki maltańskiej. Pomnik został umieszczony na placu 5 sierpnia 1891, zastępując na tym miejscu brązowy pomnik Antonio Manoela de Vilheny.

## Historia
Miejsce, w którym stoi pomnik było puste do połowy XIX wieku. Wtedy to gubernator John Le Marchant umieścił tam brązowy pomnik Antonio Manoela de Vilheny, odlany w 1736, który wcześniej znajdował się w forcie Manoel, zaś na placu  wokół monumentu założył ogród z drzewami pomarańczowymi. Po umieszczeniu pomnika królowej Wiktorii w miejscu posągu Vilheny ten ostatni został przeniesiony do Floriany, a drzewa pomarańczowe usunięto.

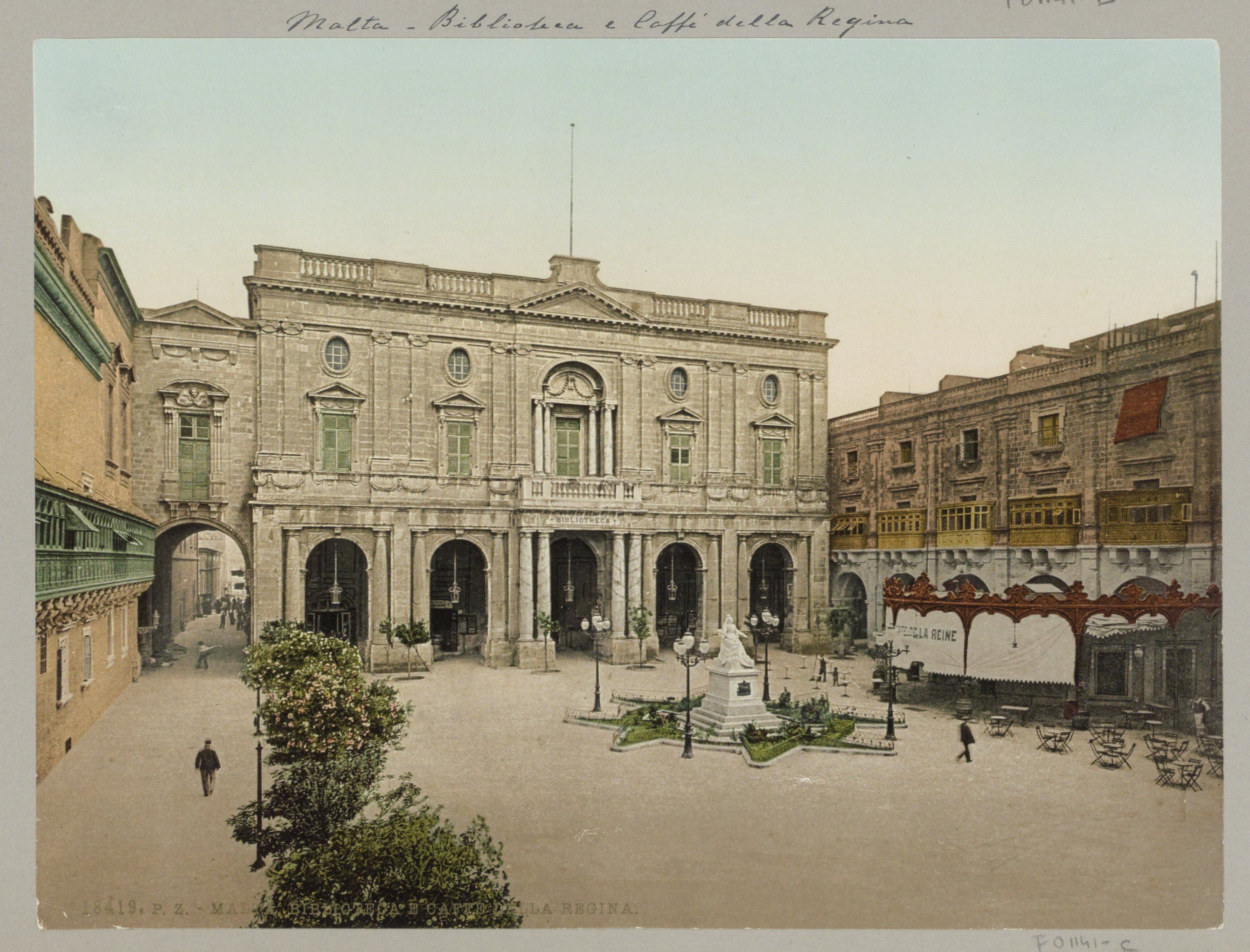
Plac na początku XX wieku, z widocznym posągiem pośrodku

Monument ku czci brytyjskiej monarchini zamówiono w drodze publicznej subskrypcji dla upamiętnienia Złotego Jubileuszu królowej Wiktorii w 1887. Został wyrzeźbiony w Palermo przez sycylijskiego artystę Giuseppe Valentiego, a odsłonięcia dokonano 5 sierpnia 1891. Ten sam artysta w 1885 wyrzeźbił posąg św. Publiusza dla katedry w Mdinie.
W 1901, dziesięć lat po odsłonięciu, monument Wiktorii stał się centralnym punktem publicznych obchodów żałoby po śmierci królowej.
Podczas II wojny światowej pomnik prawdopodobnie został uszkodzony przez szrapnel oraz wstrząsy spowodowane eksplozją bomb w pobliżu. W latach 60. XX wieku posąg podobno stał się celem socjalistów, którzy pomalowali go czerwoną farbą. Sporadycznie postulowano jego usunięcie, nawet po tym, jak w 1964 Malta stała się niepodległym państwem, a później w 1974 republiką. Plac, na którym znajduje się posąg, oficjalnie znany jako Misraħ ir-Repubblika (Plac Republiki), nadal jest powszechnie określany jako „Pjazza Reġina” (Plac Królowej) ze względu na monument Wiktorii.
Na przestrzeni lat stan pomnika się pogarszał z powodu warunków pogodowych i dzikich gołębi, które są powszechne w okolicy. Na początku XXI wieku części cokołu zostały wyszczerbione, brakowało palców lewej ręki oraz części korony i berła. Napisy na cokole również uległy erozji. W 2011 zabytek został oczyszczony i odrestaurowany, a prace konserwatorskie prowadzone były przez Heritage ResCo. Restauracja była sponsorowana przez M. Demajo Group i Din l-Art Ħelwa, pewną pomoc zapewniło też Ministerstwo Zasobów i Spraw Wiejskich.
W czerwcu 2020 pojawiły się wezwania do usunięcia pomnika, w następstwie usuwania wielu posągów w Stanach Zjednoczonych i innych państwach podczas protestów po śmierci George’a Floyda. Mario Azzopardi, były dyrektor artystyczny Europejskiej Stolicy Kultury 2018, nazwał posąg „kolonialną nieprzyzwoitością” (ang.  colonial obscenity) i wezwał do jego usunięcia, podczas gdy przewodniczący Malta Book Council, Mark Camilleri, wezwał do jego przeniesienia i zastąpienia pomnikiem wybitnego maltańskiego intelektualisty. Byli też tacy, którzy sprzeciwiali się usunięciu monumentu, m.in. założyciel Fondazzjoni Wirt Artna Mario Farrugia oraz minister kultury José Herrera. Ten ostatni stwierdził, że usunięcie pomników brytyjskich rządów kolonialnych na Malcie byłoby „śmieszne” i nie zmieniłoby faktu, że wyspy były pod obcym panowaniem przez większość jej historii.

## Opis pomnika

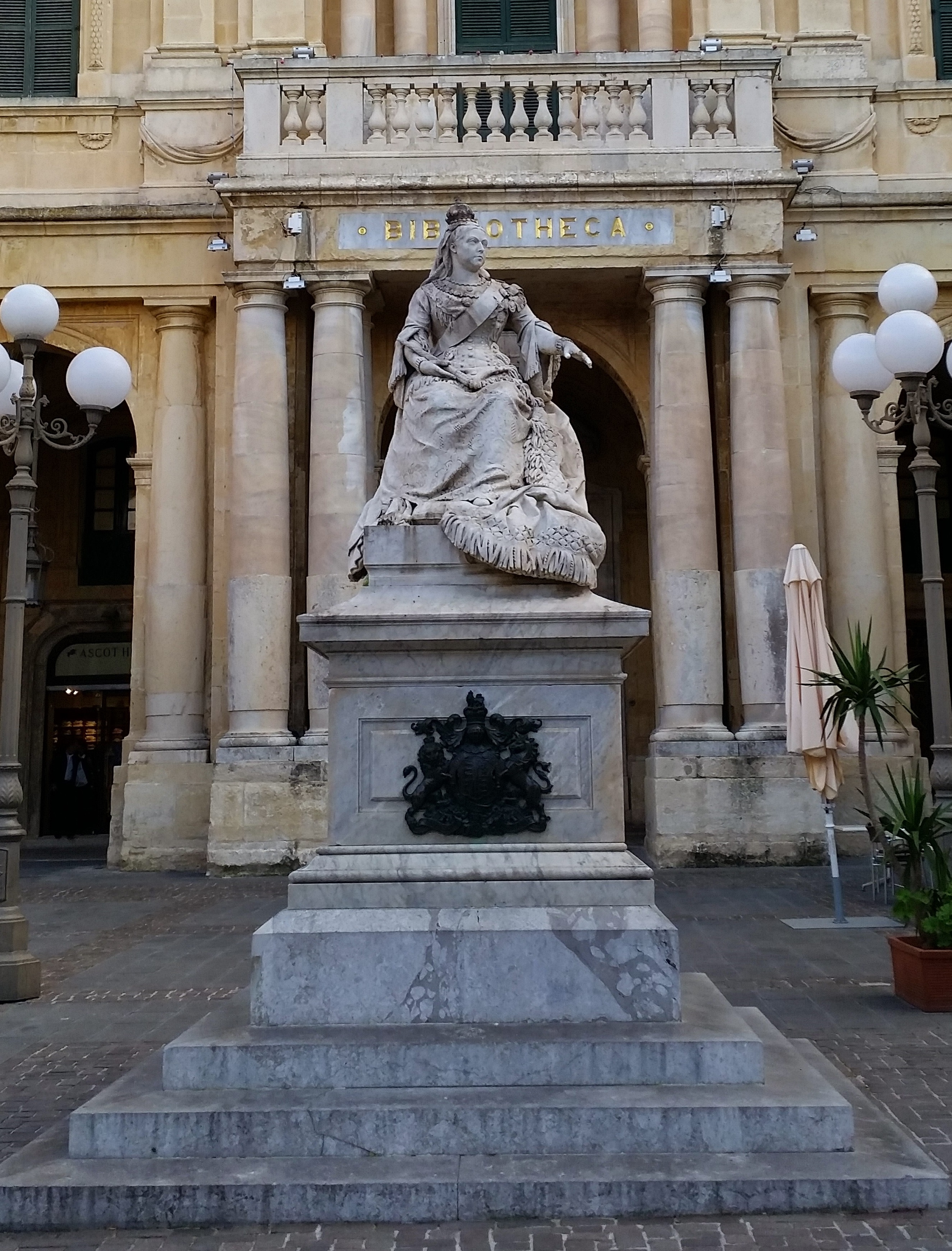
Pomnik i cokół w 2014

Posąg przedstawia królową Wiktorię ubraną w szal z koronki maltańskiej, nawiązując do faktu, że zamówiła „osiem tuzinów par długich i osiem tuzinów par krótkich rękawiczek, oprócz szala” z koronki maltańskiej. Według Jesmonda Grecha zrobiła to, „próbując ożywić to starożytne rzemiosło”.
Pomnik został wyrzeźbiony z białego marmuru, zaś cokół i prowadzące do niego stopnie wykonano z szarego kamienia. Na cokole umieszczone są dwa herby, odlane z brązu: Wielkiej Brytanii z przodu i Malty z tyłu.